# اضطراب ابراهیم
اضطراب ابراهیم رمانی از جمال میرصادقی است که در سال ۱۳۸۱ در تهران منتشر شد. میرصادقی اين رمان را برترین کار خود می داند. این رمان درباره زندگی شخصیتی به نام شهریار ابراهیم در زمان انقلاب ۱۳۵۷ ایران است.

## عنوان رمان
عنوان «اضطراب ابراهیم» از شعری از محمدرضا شفیعی کدکنی اقتباس شده است.

## جایگاه رمان
مقالات تحقیقی و انتقادی زیادی درباره اضطراب ابراهیم نوشته شده است. مثل نقد سهيلا ندیمی فرخ در مجله چيستا و مقاله «تٱملی بر معنا و ساختار رمان اضطراب ابراهیم» از محمد میرصفا در مجله گلستانه.
در این رمان از آثار ادبی و هنری زیادی نام برده شده که در زمان انقلاب مطرح بودند. مانند تئاترهایی مثل باغ آلبالو و فیلم های مثل گاو (مثلاً ۲۸) و رگبار (۲۸) و غریبه و مه و جن‌گیر (۱۲۱) و زیستن (۹۳) و شعرهایی از نیما یوشیج (۲۲۷) و هوشنگ ابتهاج (۲۵۶) و حميد مصدق (۹۶ و ۹۷).